# Zureda
Zureda (en asturiano y oficialmente Zurea) es una parroquia del concejo de Lena, en la comunidad autónoma de Asturias, España, y un lugar de dicha parroquia.
La parroquia de Zureda tiene un superficie de 12,92 km² y una población (en 2018) de 160 habitantes. Limita al norte con la parroquia lenense de Pola de Lena, al este con las de Campomanes y Sotiello, al sur con la de Jomezana y al oeste con el concejo de Quirós.
El lugar de Zureda está situado a una altitud media de 555 m y dista 7,10 km de la capital del concejo, Pola de Lena.

## Nomenclátor
Según el nomenclátor de 2008, la parroquia de Zureda está formada por las poblaciones de:
- Valle Zureda (Vaḷḷe, aldea): 22 habitantes
- Zureda (Zurea, lugar): 174 habitantes

## Población
Durante el verano su población supera los 200 habitantes.[cita requerida] Está situado en el valle del Huerna, a 5 minutos de la autopista del Huerna, a 20 minutos de Oviedo y a 4 horas de Madrid.

## Accesos
El acceso desde Oviedo se realiza a través de la autopista A-66 cogiendo la salida a Campomanes. A 2 km se toma el desvío a Sotiello al Valle Zurea, a lo largo de la carretera existen carteles indicadores hacia Valle de Zureda.